# Hester, oft verlossing der Jooden
Hester, oft verlossing der Jooden is een toneelstuk uit 1659 geschreven door Johannes Serwouters, toneelschrijver en regent van de Schouwburg van Van Campen. 

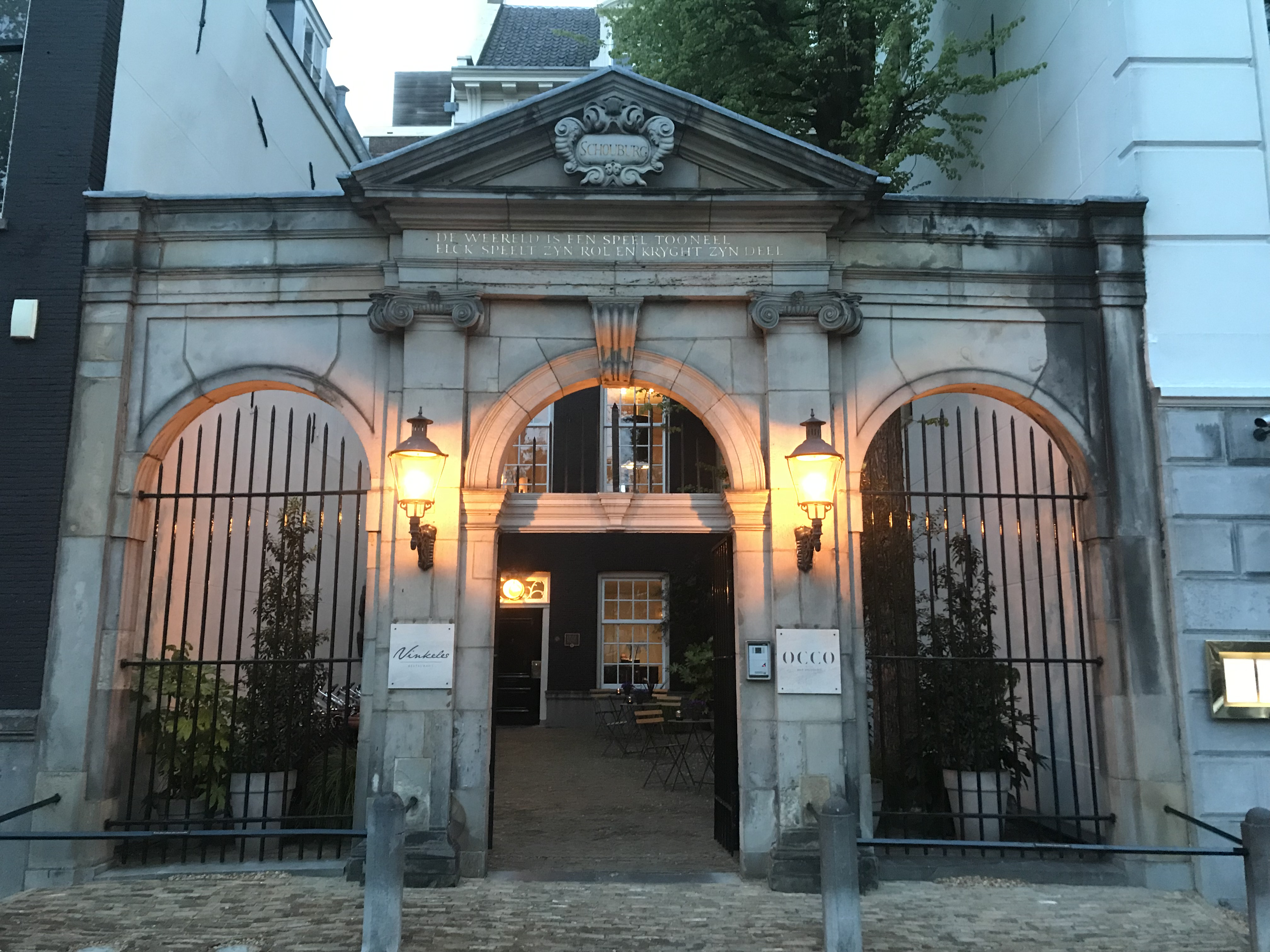
Poort Amsterdamse Schouwburg Van Campen

Het stuk was opgedragen aan Leonore Huydecoper, de vrouw van Jan J. Hinlopen. Susanne Eekhout speelde Hester, Adriana Nooseman Vasti, Gillis Nooseman Ahasverus en Heere Pietersz. was Haman.  De pogroms in 1648 en 1649 in Polen zijn de aanleiding geweest tot het schrijven van het toneelstuk.  Naar aanleiding van dit toneelstuk maakte Rembrandt het schilderij Ahasveros en Haman aan het feestmaal van Esther. 

## Thematiek
Het thema van het verhaal is de beeldschone Joodse Esther die trouwt met koning Achasjverosj oftewel Ahasveros van Perzië en daarmee koningin wordt. Samen met haar oom Mordechai redt zij het Joodse volk van de door grootvizier Haman beraamde uitroeiing. Haman wordt ten slotte ter dood veroordeeld. 
Serwouters was samen met Jan Vos en Tobias van Domselaer schouwburghoofd en vertaalde meer Spaanstalige stukken. Tekstvergelijking heeft vastgesteld dat de Nederlandse speeltekst van Serwouters is voortgebracht en vertaald vanuit uit een Spaanse bron, te weten La hermosa Ester van Felix Lope de Vega y Carpio (1562‑1635). Lope de Vega, wonende in Spanje, gebruikte als bron de rooms-katholieke versie van de Bijbel.  
Er is een verschil tussen het vertelling van Esther in de katholieke en in protestantse Bijbelvertalingen. De protestante Bijbel is gebaseerd op de Hebreeuwse Bijbel en telt tien hoofdstukken. De rooms-katholieke versie is gebaseerd op de in het Grieks geschreven Septuagint. Naast de hoofdstukken die door de protestanten zijn erkend staan in deze versie nog een zestal door de tekst verspreide aanvullingen waarin de geschiedenis van Ester beschreven wordt als een uiting van Gods wil. 
In protestantse versies en in de Hebreeuwse Bijbel wordt de naam van God in het verhaal van Esther niet gebruikt. In het stuk van Lope de Vega wordt de naam van God regelmatig gebruikt, alleen al in de eerste acte 17 keer. Esther roept op regel 575 zelfs uit ‘Ay, Dios’, en dit had zeker niet gebruikt kunnen worden binnen de Amsterdamse Schouwburg en bij de Joodse gemeenschap. Serwouters paste zijn bron aan en in zijn bewerking werd de naam van God niet gebruikt. Hiermee werd het stuk geschikt gemaakt voor de Amsterdamse Schouwburg en ook de Joodse minderheid. 

## Opvoeringen
Van 1659 tot 1719 werd Hester, oft Verlossing der Jooden door Johannes Serwouters in de Amsterdamse Schouwburg opgevoerd. Het verhaal van Esther is verbonden aan Poerim. Dit feest verschuift ten opzichte van de christelijke kalender en wordt in februari of maart gevierd. Bij onderzoek blijkt dat in de 22 jaar dat Hester, oft Verlossing der Jooden werd opgevoerd 12 keer de programmering van de schouwburg samenviel met de data van het feest, met een marge van 5 dagen ervoor en 5 dagen erna. Dit is vooral het geval in de periode van 1683 tot en met 1719. Het lijkt er sterk op dat de Amsterdamse Schouwburg met haar programmering rekening hield met de Joodse minderheid. 

## Hester, of de verlossinge der joden. Treurspel
Tussen 1719 en 1800 werd door  Frans Rijk (1680‑1741) een andere versie van het verhaal ten tonele gebracht onder de titel Hester, of de verlossinge der joden. Treurspel. Tussen 1719 en 1800 werd de versie van Frans Rijk 36 keer opgevoerd gedurende dertien jaren. 
De versie van Frans Rijk was daarmee veel populairder, terwijl het verhaal hetzelfde thema had. Frans Rijk gebruikte voor zijn bewerking het Franstalige toneelstuk van Jean Racine. Racine was een gewild toneelschrijver en alleen zijn naam al trok toeschouwers. Het stuk blijkt meer als een dialoog tussen de spelers geschreven te zijn in plaats van het voordragen van het verhaal door de spelers. Dit maakte het stuk dynamischer en is naast de reputatie van Racine wellicht de verklaring van het succes. Frans Rijk gebruikte de naam van God in het stuk wel, zijn het sporadisch en als verwijzing.
De versie van Frans Rijk was een kaskraker. De recette bedroeg gemiddeld ƒ 512,--. De recette van de versie van Serwouters was gemiddeld ƒ 243,45. Een recette van tussen de ƒ 200,-- en ƒ 350,-- gold als een 'normale' recette, alles daarboven gold als hoog.
Ook bij dit tweede toneelstuk blijkt dat er rekening werd gehouden met de Joodse minderheid. In al die jaren waren een of meer van de opvoeringen zo geprogrammeerd dat deze overeen kwam met het feest van Poerim (met een marge van 5 dagen ervoor tot 5 dagen erna). In deze jaren was de vroegste dag van Poerim 22 februari (1766), de laatste 25 maart (1720). Aangezien er in alle jaren sprake is van een overeenkomst tussen de programmering en Poerim kan met zekerheid gesteld worden dat de Amsterdamse Schouwburg bij de programmering rekening hield met de nieuwe immigranten in de stad, oftewel deze Joodse minderheid.

## Achtergrond
Rond 1600 vestigden zich vanuit Antwerpen en het Iberisch schiereiland nieuwe immigranten in de stad, van wie de voorouders gedwongen gedoopt waren tot het katholicisme. De relatieve vrijheid van godsdienst zorgde ervoor dat zij ook voor de buitenwereld terug konden keren tot het geloof van hun voorouders. Deze Sefardische Joden beschikten over goede handelscontacten in de Spaans- en Portugeestalige wereld en werden een belangrijke factor in de economische ontwikkeling van Amsterdam. 
Rond 1650, na het sluiten van de Vrede van Munster in 1648, kwam er een tweede grote Joodse immigratiegolf naar Amsterdam. Dit waren Joden uit Oost-Europa Asjkenazische Joden genoemd, en veel van hen waren arme, berooide vluchtelingen. Er waren contacten tussen beide groepen en er werd hulp geboden vanuit de Sefardische gemeenschap, onder meer bij het begraven van de doden. Tegelijkertijd waren er veel verschillen en kwamen de Sefardim uit een veel rijkere culturele traditie. Binnen deze rijkere traditie had toneel een plaats. Toneel behoorde tot het monopolie van de Amsterdamse Schouwburg.

## Toneel
Spaanse toneelstukken waren een populair genre in de Amsterdamse Schouwburg. Gegevens over de achtergrond van de toeschouwers in de Amsterdamse Schouwburg zijn er niet, maar wel werd er binnen de programmering van de schouwburg een stuk opgenomen met een Joods thema, een stuk dat het verhaal van het Joodse feest Poerim vertelt, een verhaal dat ook in de Bijbel voorkomt.

## Einde van het monopolie
Tijdens de periode dat het stuk in de Amsterdamse Schouwburg werd gespeeld werden er pogingen ondernomen om ook op andere locaties in de stad toneelopvoeringen te laten plaatsvinden. Vanwege het feit dat de recettes aan het Burgerweeshuis en het Oudemannenhuis ten goede kwamen werden verzoeken aan het stadsbestuur niet gehonoreerd. Aan het einde van de 18e eeuw kwam hier echter een einde aan. Zo werd in 1791 op de Amstelstraat 21 de Hoogduitse Schouwburg geopend waar in 1795 Joodse gezelschappen optraden en Joodse toneelstukken werden uitgevoerd. Ondanks het monopolie hield de Amsterdamse schouwburg in de 2e helft van de 17e en in de 18e eeuw rekening met de Joodse minderheid van de stad.